# Shingū (Wakayama)
Shingū (新宮市, Shingū-shi) est une ville située dans la préfecture de Wakayama, sur l'île de Honshū, au Japon.

## Géographie

### Situation
Shingū est située dans le sud-est de la péninsule de Kii (préfecture de Wakayama), au Japon.

### Démographie
Au 1er septembre 2022, la ville de Shingū avait une population estimée à 27 037 habitants répartis sur une superficie de 255,23 km2 (densité de population de 106 hab./km2),.

### Hydrographie
Shingū est traversée par le fleuve Kumano qui se jette dans la mer de Kumano au sud-est de la ville.

## Histoire
La ville moderne de Shingū a été fondée le 1er octobre 1933.

## Culture locale et patrimoine

### Patrimoine religieux
La ville de Shingū abrite une partie du complexe religieux Kumano sanzan inscrit au patrimoine mondial de l'UNESCO sous l'intitulé « Sites sacrés et chemins de pèlerinage dans les monts Kii ». Elle comprend également le Kumano Hayatama-taisha, sanctuaire shinto où se trouve l'arbre sacré nagi, répertorié au patrimoine mondial, ainsi que le Kamikura-jinja et son grand rocher sacré.

## Transports
La ville est desservie par la ligne principale Kisei. La gare de Shingū est la principale gare de la ville.
Shingū possède un port.

## Jumelage
Shingū est jumelée avec Santa Cruz aux États-Unis.

## Personnalités liées à la municipalité
- Kenji Nakagami (1946-1992), écrivain
- Kohei Kato (né en 1989), joueur de football japonais